# Tongoloa rockii
Tongoloa rockii är en flockblommig växtart som beskrevs av H.Wolff. Tongoloa rockii ingår i släktet Tongoloa och familjen flockblommiga växter. Inga underarter finns listade i Catalogue of Life.